# 한국초전도학회
 한국초전도학회는 초전도의 기초 및 응용에 관한 학문과 기술의 향상에 기여함을 목적으로 1999년 1월 4일 설립허가된 대한민국 미래창조과학부 소관의 사단법인이다. 사무실은 305-600 대전광역시 유성구 도룡동1 한국표준과학연구원 203동 201호에 있다.